# Kabinett Panagiotis Pikrammenos
Das Kabinett der Übergangsregierung Griechenlands des Ministerpräsidenten Panagiotis Pikrammenos wurde am 17. Mai 2012 in Anwesenheit des Staatspräsidenten Karolos Papoulias vereidigt. Das aus zumeist parteilosen Fachleuten bestehende Kabinett wurde als Übergangsregierung bis zur Wahl am 17. Juni 2012 gebildet  (ΦΕΚ A 124/2012), nachdem alle Versuche, eine mehrheitsfähige Regierung zu bilden, gescheitert waren. Das Kabinett Panagiotis Pikrammenos folgte auf das Kabinett Papadimos.

## Mitglieder des Kabinetts
| Ministerium                                                    | Amtsinhaber             | Griechische Schreibweise |
| -------------------------------------------------------------- | ----------------------- | ------------------------ |
| Ministerpräsident                                              | Panagiotis Pikrammenos  | Παναγιώτης Πικραμμένος   |
| Außenminister                                                  | Petros Molyviatis       | Πέτρος Μολυβιάτης        |
| Innenminister                                                  | Andonis Manitakis       | Αντώνης Μανιτάκης        |
| Finanzminister                                                 | Giorgos Zanias          | Γιώργος Ζανιάς           |
| Verteidigungsminister                                          | Frangoulis Frangos      | Φραγκούλης Φράγκος       |
| Minister für Entwicklung, Wettbewerbsfähigkeit und Schifffahrt | Giannis Stournaras      | Γιάννης Στουρνάρας       |
| Justizminister                                                 | Christos Geraris        | Χρήστος Γεραρής          |
| Arbeitsminister                                                | Andonis Roupakiotis     | Αντώνης Ρουπακιώτης      |
| Bildungsministerin                                             | Angeliki-Efrosini Kiaou | Αγγελική-Ευφροσύνη Κιάου |
| Minister für Umwelt, Energie und den Klimawandel               | Grigoris Tsaltas        | Γρηγόρης Τσάλτας         |
| Minister für Infrastruktur und Verkehr                         | Simos Simopoulos        | Σίμος Σιμόπουλος         |
| Minister für Gesundheit und soziale Solidarität                | Christos Kittas         | Χρήστος Κίττας           |
| Landwirtschaftsminister                                        | Napoleon Maravegias     | Ναπολέων Μαραβέγιας      |
| Kultur- und Tourismusministerin                                | Tatiana Karapanagioti   | Τατιάνα Καραπαναγιώτη    |
| Minister für Verwaltungsreform und E-Government                | Pavlos Apostolidis      | Παύλος Αποστολίδης       |
| Minister für Bürgerschutz                                      | Lefteris Ikonomou       | Λευτέρης Οικονόμου       |
| Staatsminister und Regierungssprecher                          | Andonis Argyros         | Αντώνης Αργυρός          |

## Abfolge
Nach den Wahlen im Juni 2012 bildete sich eine neue Koalitionsregierung aus den Parteien Nea Dimokratia, PASOK und DIMAR.
So wurde das Kabinett Pikrammenos am 21. Juni 2012 vom Kabinett Samaras abgelöst.